# Mother's Day (2016)
Mother's Day is een Amerikaanse film uit 2016, geregisseerd door Garry Marshall.

## Verhaal
Een week voor de viering van moederdag. Enkele families bereiden zich op hun eigen manier voor. De alleenstaande moeder Sandy (Jennifer Aniston) brengt haar twee zoons naar haar ex-man die inmiddels hertrouwd is met een jongere vrouw. Teleshopping-koningin Miranda (Julia Roberts) gaf haar enig kind Kristin (Britt Robertson) ter adoptie af bij de geboorte. Kristin gaat, aangemoedigd door haar vriendin Jesse, op zoek naar haar echte moeder. Jesse (Kate Hudson) die met haar moeder nauwelijks contact heeft, vanwege de etnische achtergrond van haar partner, krijgt onverwachts haar ouders op bezoek.

## Rolverdeling
| Acteur           | Personage       |
| ---------------- | --------------- |
| Jennifer Aniston | Sandy Newhouse  |
| Julia Roberts    | Miranda Collins |
| Kate Hudson      | Jesse           |
| Jason Sudeikis   | Bradley         |
| Britt Robertson  | Kristin         |
| Shay Mitchell    | Tina            |

## Productie
De filmopnamen gingen van start op 18 augustus 2015 in Atlanta (Georgia). Julia Roberts ontving voor vier draaidagen een bedrag van 3 miljoen US$. De film deed het goed aan de kassa’s maar kreeg van de filmcritici negatieve kritieken, met een score van amper 7% op Rotten Tomatoes.